# Guerra del Kippur
La guerra del Kippur (nota altresì come guerra del Ramadan, guerra d'ottobre o quarta guerra arabo-israeliana) fu un conflitto armato combattuto dal 6 al 25 ottobre 1973 tra una coalizione di eserciti arabi, composta principalmente da Egitto e Siria alleatisi per combattere contro Israele.
Il conflitto ebbe inizio con l'attacco improvviso da parte degli eserciti dell'Egitto e della Siria cogliendo di sorpresa la dirigenza politico-militare israeliana nel pieno della giornata festiva ebraica dello Yom Kippur (il Giorno dell'espiazione), mettendo in forte difficoltà le Forze di difesa israeliane. Le truppe egiziane, ben equipaggiate con missili sovietici anticarro e antiaereo, attraversarono con successo il canale di Suez e respinsero con pesanti perdite i primi affrettati contrattacchi israeliani, mentre contemporaneamente le forze corazzate siriane penetravano nel Golan.
Gli israeliani si trovarono in grande difficoltà e si temette un crollo soprattutto nel Golan; nella seconda parte della guerra, tuttavia, le unità corazzate israeliane riuscirono a passare alla controffensiva, respinsero i siriani e penetrarono in Egitto, riattraversando a sorpresa il canale e intrappolando la 3ª Armata egiziana nel deserto del Sinai. L'intervento delle due superpotenze, Stati Uniti e Unione Sovietica, riuscì a evitare un'escalation del conflitto e, dopo alcune fasi drammatiche che fecero temere un conflitto globale, impose un cessate il fuoco alle parti in lotta.
La guerra terminò quindi senza esiti risolutivi dal punto di vista militare, ma segnò un importante successo politico e propagandistico per gli arabi, che si dimostrarono per la prima volta in grado di mettere in difficoltà militare Israele, che aveva sconfitto pesantemente i propri avversari nella precedente guerra dei sei giorni del 1967. Nello Stato ebraico l'andamento della guerra e soprattutto la sorpresa iniziale innescarono forti polemiche politiche, che culminarono con le dimissioni del primo ministro Golda Meir, del ministro della difesa Moshe Dayan e del capo di stato maggiore David Elazar.
La guerra, inoltre, ebbe pesanti conseguenze nell'economia e nella politica di molti Paesi per la decisione dei paesi arabi associati all'OPEC (l'organizzazione dei paesi esportatori di petrolio) di sostenere l'azione di Egitto e Siria tramite robusti aumenti del prezzo del barile ed un embargo nei confronti dei paesi maggiormente filoisraeliani, atto che diede il via alla crisi petrolifera che provocò, a partire dalla fine del 1973 e per tutti gli anni settanta almeno, notevoli ripercussioni economiche e sociali in quasi tutto il mondo.

## Il conflitto arabo-israeliano

### Dopo la guerra dei sei giorni
La guerra dei sei giorni del giugno 1967 si era conclusa con la totale vittoria di Israele, che in brevissimo tempo era divenuta la potenza militare dominante del Medio Oriente; gli eserciti di Egitto, Siria e Giordania erano stati quasi distrutti e le truppe israeliane avevano occupato la penisola del Sinai, la Cisgiordania, la Striscia di Gaza, le alture del Golan e Gerusalemme Est; Israele si era trasformata in potenza occupante su un territorio abitato da oltre un milione di palestinesi. Nell'atmosfera euforica successiva alla grande vittoria, i politici israeliani si trovavano di fronte al problema di decidere il destino definitivo delle terre occupate e dei futuri rapporti con le potenze arabe sconfitte.

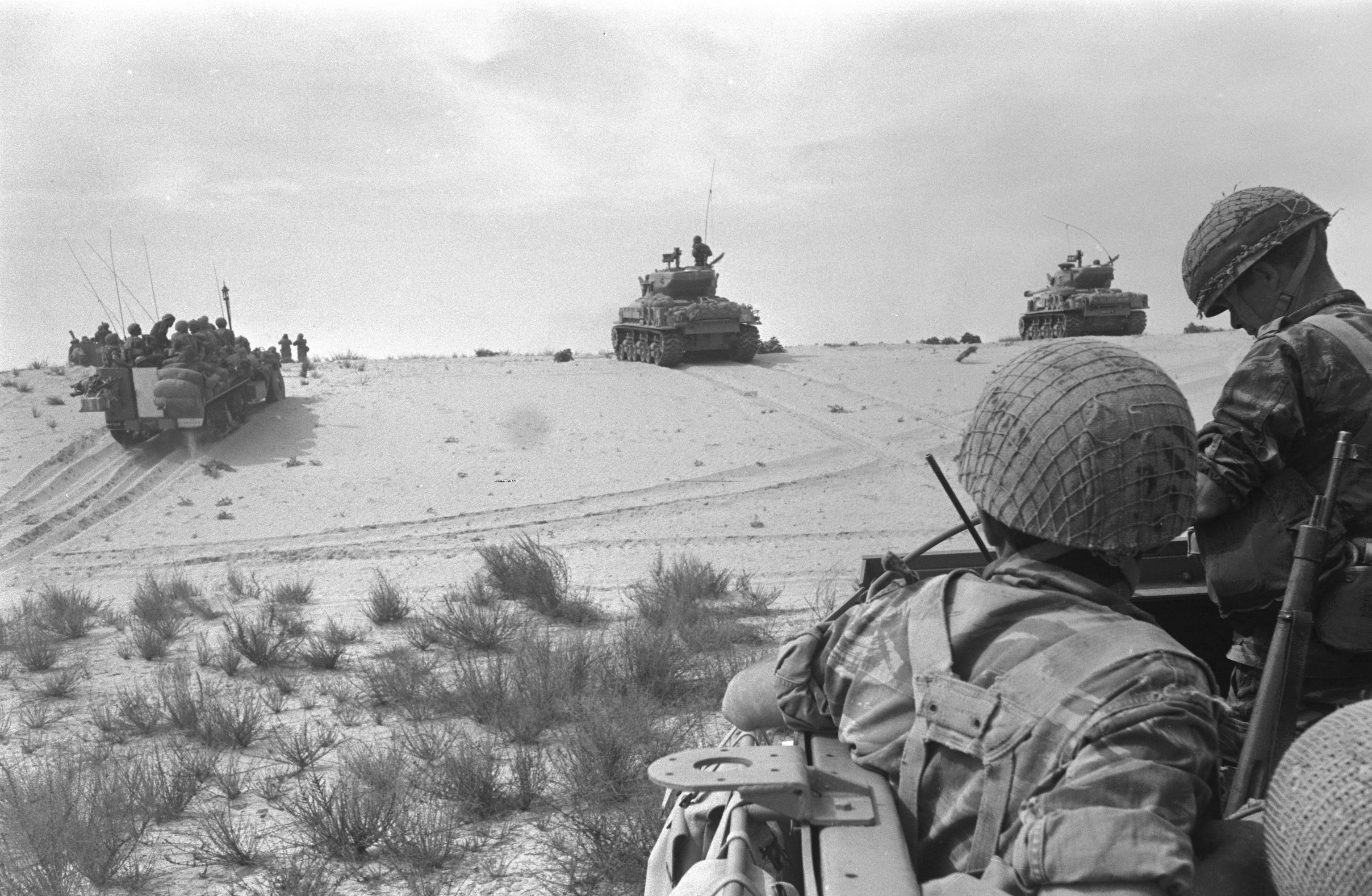
Unità meccanizzate israeliane in azione nella penisola del Sinai durante la guerra dei sei giorni

Mentre gli estremisti della destra israeliana ritenevano che le terre occupate avrebbero dovute essere subito annesse allo stato di Israele per garantire la sicurezza del paese e il suo sviluppo sulle terre storiche dello stato biblico, i dirigenti del partito laburista consideravano possibile restituire buona parte delle aree occupate in cambio di accordi di pace definitivi con gli arabi; Gerusalemme invece venne considerata capitale eterna dello stato di Israele e, fin dal 27 giugno 1967, la Knesset approvò l'annessione della città vecchia araba. La comunità internazionale tuttavia rifiutò di approvare questa azione israeliana e il 4 luglio 1967 l'Assemblea generale dell'ONU approvò a schiacciante maggioranza, senza alcun voto contrario e venti astensioni, una risoluzione che dichiarava priva di valore dal punto di vista del diritto l'annessione di Gerusalemme Est.
I paesi arabi avevano subito una disastrosa e umiliante sconfitta, che tuttavia accentuò l'intransigenza dei dirigenti e la loro determinazione a non trattare con il nemico israeliano; nel vertice arabo di Khartoum del settembre 1967 venne affermato pubblicamente che non ci sarebbe stata la pace o il negoziato con Israele e neppure il riconoscimento del suo diritto all'esistenza come entità nazionale ebraica in Medio Oriente. Di fronte al sentimento di superiorità e alla scarsa volontà israeliana di fare concessioni, l'estremismo arabo sembrò confermare l'enorme difficoltà di concludere un accordo negoziato del conflitto arabo-palestinese. L'Assemblea dell'ONU cercò di riaprire una fase negoziata con l'approvazione, il 22 novembre 1967, della famosa Risoluzione 242, proposta dalla Gran Bretagna, che per decenni sarebbe rimasta la base fondamentale di partenza di ogni tentativo negoziale.
La Risoluzione 242 in primo luogo riconosceva il diritto all'esistenza entro confini sicuri di tutti gli stati della regione, e quindi anche di Israele, ma affermava anche che avrebbe dovuto essere data una "giusta soluzione al problema dei rifugiati", in cui si faceva riferimento alla popolazione palestinese espulsa dalle sue terre all'atto della costituzione dello stato ebraico nel 1948-49, e soprattutto che l'esercito di Israele avrebbe dovuto ritirarsi dai territori occupati; questa clausola tuttavia si prestava ad interpretazioni discordanti, in quanto non chiariva espressamente se avrebbero dovuto essere evacuati "tutti" i territori occupati o solo "una parte".

### Cambiamenti in Medio Oriente
Negli anni successivi l'inviato dell'ONU, il diplomatico svedese Gunnar Jarring, cercò di sviluppare dei concreti negoziati di pace sulla base della Risoluzione 242, ma i suoi tentativi, che continuarono fino al 1971, non diedero risultati effettivi. In realtà, il presidente egiziano Gamal Abd el-Nasser, uscito umiliato dalla sconfitta della guerra dei sei giorni, era disposto a parlare con Jarring e anche, secondo le sue parole, "con gli Stati Uniti o con il diavolo in persona", ma egli riteneva essenziale restaurare il prestigio delle forze armate egiziane ed era convinto che sarebbe stato possibile "liberare la nostra terra solo con la forza delle armi". Nasser, quindi, diede inizio nel giugno 1968 alla cosiddetta guerra d'attrito, che sarebbe continuata con esito alterno fino ad agosto 1970. Per molte settimane si succedettero cannoneggiamenti sulle due sponde del canale di Suez, incursioni di commando per colpire postazioni, centri di controllo, basi navali delle due parti; molto intensa fu l'attività aerea con attacchi in profondità e pesanti sbarramenti di missili antiaerei egiziani. L'Unione Sovietica fornì all'Egitto equipaggiamenti moderni e inviò anche alcune migliaia di militari per controllare le postazioni missilistiche e diverse squadriglie di caccia, che intervennero in alcune occasioni, subendo anche perdite, contro gli efficienti aerei israeliani. Una fragile tregua per tre mesi fu concordata con la mediazione degli Stati Uniti il 6-7 agosto 1970.
Dopo il successo della guerra dei sei giorni, gli israeliani erano riluttanti ad avviare negoziati sul ritorno del bottino di guerra, sentendosi particolarmente protetti dal punto di vista della sicurezza nazionale. Israele eresse due linee fortificate nel Sinai e sulle alture del Golan. Nel 1971 Israele spese 500 milioni di dollari per fortificare ulteriormente le posizioni sul canale di Suez, con un lavoro mastodontico che passò con il nome di Linea Bar-Lev, dal nome del generale e capo di stato maggiore israeliano Haim Bar-Lev.
Il presidente egiziano Nasser morì nel settembre 1970 e gli succedette Anwar al-Sādāt, che decise di combattere Israele e riconquistare con una prova di forza i territori persi. Nel 1971 Sādāt, rispondendo a un'iniziativa promossa da Gunnar Jarring, intermediario delle Nazioni Unite nella regione, dichiarò che, se Israele si fosse impegnato a un «ritiro delle sue forze dal Sinai e dalla striscia di Gaza», nonché al rafforzamento della Risoluzione 242 del Consiglio di Sicurezza, l'Egitto sarebbe stato «pronto ad avviare accordi di pace con Israele». Israele rispose che non si sarebbe ritirato sulle linee precedenti il 5 giugno 1967, pena il ritorno inevitabile alle condizioni iniziali di reale minaccia araba che portarono al conflitto del 1967.
Sādāt sperava che, infliggendo una sconfitta, ancorché piccola, agli israeliani, lo status quo sarebbe cambiato. Ḥāfiẓ al-Asad, capo di Stato siriano, la vedeva però in maniera differente: infatti aveva poco interesse a un negoziato e propugnava un'azione puramente militare per la riconquista delle alture del Golan. Da ormai sei anni al-Asad aveva promosso una serie di iniziative per la ricostruzione delle forze armate e sperava di poter vedere la Siria come potenza dominante tra gli Stati arabi a est dell'Egitto. Con l'aiuto dell'Egitto, al-Asad sperava di poter avere ragione delle forze israeliane e garantire un ruolo di spicco della Siria nella regione della Mezzaluna Fertile. Pertanto al-Asad vedeva la possibilità di un negoziato solo dopo aver rioccupato il Golan con la forza, potendo in tal modo premere su Israele perché rinunciasse alla Cisgiordania e alla Striscia di Gaza in cambio di eventuali concessioni da parte araba.
Sādāt doveva affrontare alcuni problemi interni prima di sferrare un attacco. «I tre anni successivi all'ascesa di Sādāt [...] furono i più demoralizzanti della storia egiziana [...]. Un'economia inaridita si aggiungeva alle difficoltà del Paese. La guerra era una scelta disperata.». Nella sua biografia di Sādāt, Raphael Israeli sostiene che Sādāt vedeva la radice del problema nella grande onta patita con la guerra dei sei giorni e, prima che qualunque riforma potesse essere promossa, era necessario superare questa vergogna. L'economia egiziana era in difficoltà e Sādāt sapeva che le grandi riforme economiche necessarie sarebbero state impopolari per gran parte della popolazione. Una vittoria militare gli avrebbe invece dato la popolarità di cui aveva bisogno per avviare profondi cambiamenti. Non a caso, una parte degli egiziani - soprattutto studenti universitari che avevano effettuato vibranti manifestazioni di protesta - desiderava una guerra che riportasse il Sinai all'Egitto ed era seriamente ostile al fatto che Sādāt non avesse ancora avviato alcuna azione dopo tre anni dalla sua nomina a presidente della Repubblica egiziana.
Gli altri Stati arabi si mostravano molto più riluttanti a impegnarsi completamente in una nuova guerra. Re Husayn di Giordania temeva un'altra forte emorragia di territori, come era accaduto nel 1967 con l'occupazione israeliana della Cisgiordania, fino ad allora sotto il controllo della Giordania. Sādāt appoggiava anche le richieste dell'OLP, che voleva naturalmente per sé i territori palestinesi di Cisgiordania e della Striscia di Gaza: Sādāt aveva infatti promesso che, in caso di vittoria, Yasser Arafat avrebbe ottenuto il loro controllo. Re Husayn, però, sperava che la Cisgiordania rimanesse a far parte del suo regno, malgrado suo nonno ʿAbd Allāh I avesse proclamato nel 1948 di tenere «in sacro deposito» i territori palestinesi conquistati dalla sua Legione araba finché non fosse stato costituito uno Stato arabo indipendente di Palestina. Di certo, però, è che le relazioni fra palestinesi e giordani erano pesantemente peggiorate con la crisi del Settembre nero in Giordania del 1970, quando era quasi scoppiata una guerra civile tra l'OLP e il governo giordano, uno scontro in cui la Siria era intervenuta militarmente a favore dell'OLP, lasciando al-Asad e re Husayn in pessimi rapporti per i tempi a venire.
Anche tra Siria ed Iraq le relazioni erano abbastanza deteriorate. Gli iracheni rifiutarono infatti di prendere inizialmente parte all'offensiva, anche per la mancanza di frontiere con Israele e l'indisponibilità di Siria e Giordania ad aprire le loro. Il Libano, che confinava col settentrione israeliano, non prevedeva di unirsi allo sforzo bellico arabo a causa della sua scarsa efficacia militare e all'instabilità interna, già molto evidente. Nei mesi prima dell'offensiva Sādāt avviò una sostanziale offensiva diplomatica per acquistare consensi e appoggio internazionale. Nell'autunno 1973 affermò in un discorso alla nazione di godere dell'appoggio di più di cento nazioni di tutto il mondo, principalmente Paesi della Lega araba, del Movimento dei paesi non allineati e dell'Organizzazione per l'Unità Africana. Sādāt lavorò anche per convincere della sua causa le nazioni europee, e quindi guadagnare comprensione (se non proprio simpatia) anche prima della guerra stessa, cosicché Gran Bretagna e Francia si schierarono col Consiglio di Sicurezza dell'ONU, e quindi con le nazioni arabe e contro Israele, mentre la Germania Ovest divenne una delle più generose rifornitrici egiziane di materiale (bellico e no).

### Verso la guerra

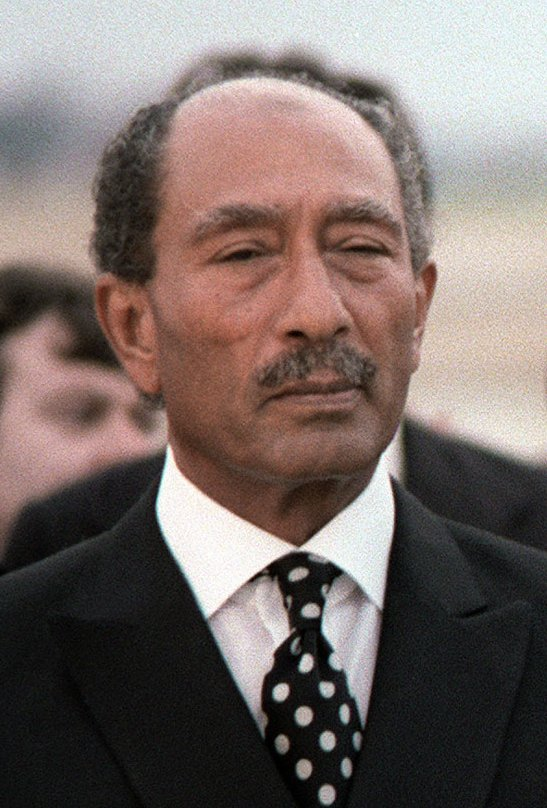
Anwar al-Sādāt

Anwar al-Sādāt nel 1972 dichiarò pubblicamente che Il Cairo stava per muovere guerra a Israele e che la dirigenza egiziana era pronta a «sacrificare un milione di soldati egiziani». Dalla fine dell'anno l'Egitto cominciò a concentrare gli sforzi per ricostruire le proprie forze, ricevendo un buon numero di MiG-21, alcuni MiG-23, svariate batterie antiaeree SA-6 e lanciarazzi c/c RPG-7, oltre soprattutto agli AT-3 Sagger (missili guidati anticarro) dall'Unione Sovietica: un riarmo in grado di migliorare sensibilmente le capacità tattiche delle proprie forze armate. I generali di estrazione politica, in gran parte responsabili della disfatta del 1967, furono rimpiazzati da ufficiali più competenti.
Il ruolo delle grandi potenze fu peraltro un fattore non marginale nell'esito delle due guerre. La politica estera dell'Unione Sovietica, ad esempio, era una delle cause principali della debolezza militare egiziana: mentre gli Stati Uniti e altre nazioni alleate rifornivano Israele di armi di ultima generazione sia a livello offensivo sia difensivo, i sovietici fornivano all'Egitto solo armamenti ispirati alla difesa, e non senza una certa riluttanza. Non è un caso, infatti, se i comandi dell'aviazione egiziana sotto Gamāl 'Abd al-Nāser furono capaci di costruire una difesa missilistica antiaerea solo dopo che quest'ultimo si recò personalmente a Mosca e richiese formalmente aiuto al Cremlino: dichiarò che, se gli aiuti non fossero stati concessi, avrebbe fatto ritorno in patria dicendo agli egiziani che Mosca li aveva abbandonati.
Temendo che Gamāl ʿAbd al-Nāṣer, od il suo successore, si affidasse ai finanziamenti occidentali e all'influenza americana - un rischio che Mosca non poteva permettersi, perché ciò avrebbe comportato un'influenza americana troppo importante nella regione - l'Unione Sovietica inviò prontamente uomini (con l'ambiguo ruolo di «consiglieri») e mezzi.
Uno degli obiettivi non dichiarati della guerra d'attrito era stato quello di spingere i sovietici a fornire all'Egitto armi e materiale bellico aggiornato: le scaramucce e gli incidenti di confine erano anche un modo, secondo i vertici militari egiziani, di dimostrare quanto obsolete fossero le armi sovietiche arrivate in Egitto dopo il 1967 a fronte dei nuovi armamenti di origine americana in mano agli israeliani.
La politica estera di Gamāl ʿAbd al-Nāṣer dopo la guerra dei sei giorni cozzava così con quella dell'Unione Sovietica: i sovietici cercavano di spingere Il Cairo a una soluzione pacifica dell'intera questione vicino orientale, soprattutto nell'ottica di evitare (pur per interposta persona) uno scontro con gli Stati Uniti. La cosa fu chiara quando le superpotenze s'incontrarono a Oslo e si trovarono d'accordo nel mantenimento della situazione così com'era.
Questa era per contro una soluzione inaccettabile per l'Egitto; infatti, quando la notizia dei preparativi per il superamento del Canale filtrò a Mosca, divenne imperativo espellere i «consiglieri» sovietici dal paese. Nel giugno 1972 Sādāt dette l'ordine di partenza a quasi tutti i 20 000 militari sovietici e orientò le proprie attenzioni a una politica più favorevole agli USA.
Da Mosca non ci si faceva illusioni sull'esito della guerra e Sādāt fu avvisato che, secondo le stime degli stessi consiglieri militari che ben conoscevano l'entità delle forze arabe, qualunque tentativo di superare le pesanti fortificazioni di Suez avrebbe provocato perdite ingenti. I sovietici, che stavano ricercando un rapporto migliore con gli statunitensi nel processo di distensione, non vedevano di buon occhio una destabilizzazione del Vicino Oriente e nel giugno 1973, in un incontro col presidente statunitense Richard Nixon, il leader sovietico Leonid Brežnev propose che Israele tornasse ai confini del 1967, specificando che, se Israele non lo avesse fatto, «noi avremo difficoltà nell'evitare che la situazione precipiti» – un'indicazione chiara che l'Unione Sovietica era stata incapace di limitare i piani di Sādāt.
In un'intervista pubblicata sul numero di Newsweek del 9 aprile 1973, Sādāt minacciò ancora guerra con Israele. Diverse volte nel corso dell'anno le forze arabe avevano condotto esercitazioni di ampio raggio che avevano messo l'IDF in uno stato di massima allerta, rientrato solo qualche giorno dopo. I comandanti israeliani, nel frattempo, avevano maturato la convinzione che, in caso di un effettivo attacco egiziano, l'aviazione sarebbe stata capace di respingerlo.
Quasi un intero anno prima della guerra, il 24 ottobre 1972, in un incontro col Consiglio Supremo delle Forze Armate, Sādāt dichiarò la sua intenzione di muovere guerra contro Israele anche senza un adeguato sostegno sovietico. I piani dell'operazione furono fatti nel più totale riserbo : anche gli elementi di maggiore importanza dell'esercito non furono resi edotti dei piani nei loro dettagli fino a una settimana prima dell'inizio delle ostilità, e ai soldati non fu detto niente fino al giorno prima. Al piano per attaccare Israele di concerto con la Siria fu dato il nome in codice Operazione Badr ("luna piena" in arabo, ma di fatto rievocante la prima vittoria musulmana ai tempi del profeta Maometto).

### La decisione di un attacco a sorpresa
Il servizio di spionaggio militare israeliano (Aman), il «più importante» della «famiglia dei servizi di spionaggio», aveva la responsabilità di fornire cifre e stime al paese sulla situazione dei vicini. Le sue affermazioni sulla probabilità di una guerra erano basate su diverse considerazioni. Innanzitutto si presumeva correttamente che la Siria non sarebbe entrata in guerra con Israele senza l'Egitto. In secondo luogo era stato scoperto per bocca di un infiltrato ad alti livelli - un personaggio la cui identità è tuttora avvolta dal segreto, entrata negli annali come «La Fonte» - che l'Egitto voleva riconquistare l'intero Sinai, ma non si sarebbe mosso prima dell'arrivo di forniture ben specifiche dall'URSS: cacciabombardieri in grado di neutralizzare l'aviazione israeliana e missili Scud da usare contro le città israeliane come deterrente, in modo da sventare attacchi da Israele alle infrastrutture sul suolo egiziano. Poiché i sovietici non avevano ancora fornito gli aerei, e poiché gli Scud erano stati consegnati alla fine di agosto (l'addestramento del personale che li avrebbe usati era durato quattro mesi), Aman predisse che la guerra con l'Egitto non era imminente.
Queste conclusioni sui piani strategici egiziani, conosciute come «il Concetto», influenzarono pesantemente qualunque visione sul rischio di un attacco e portarono gli israeliani a ignorare gran parte degli allarmi che si crearono successivamente.
Gli egiziani fecero tutto quel che poterono per nutrire questa convinzione. Sia in Israele sia negli USA l'espulsione del personale militare sovietico era stata salutata come un decisivo indebolimento della capacità militare offensiva dell'Egitto e proprio da qui ci si assicurò che il flusso di informazioni in uscita dal Paese sulla situazione interna continuasse a parlare di problemi tecnici, di mancanza di manutenzione, di ricerca di personale qualificato per far funzionare gli equipaggiamenti di ultima generazione. Gli egiziani produssero ripetuti rapporti su una (inesistente) mancanza di pezzi di ricambio e questi rapporti giunsero per vie traverse anche in Israele, dove rassicurarono in maniera straordinariamente efficace anche gli animi più guardinghi tra coloro che avevano l'incarico di decidere sulla sicurezza della nazione. Ormai le promesse di guerra fatte da Sādāt, che era un esperto del rischio calcolato, erano così frequenti da non destare più alcuna preoccupazione. Nei mesi di maggio e agosto l'esercito iniziò imponenti esercitazioni nei pressi del confine e l'IDF si mobilitò in entrambe le occasioni, richiamando parte della riserva, operazione che costò quasi 10 milioni di dollari al cambio di allora.
Pochi giorni prima dello Yom Kippur (che quell'anno cadeva nel mese islamico di Ramadan), gli egiziani organizzarono una settimana di esercitazioni in prossimità del canale di Suez. I servizi di spionaggio israeliani, dopo aver osservato e valutato i movimenti di truppe verso il confine, li qualificarono come ulteriori esercitazioni. Il movimento delle truppe siriane verso il confine nel Golan generava legittimi dubbi sulla buona fede degli egiziani, ma la stretta osservanza del «precetto» del digiuno islamico rassicurò, ancora una volta, la leadership militare israeliana, in questo caso abbastanza superficiale: i siriani non avrebbero attaccato senza l'Egitto e l'Egitto non avrebbe attaccato perché il resto del materiale sovietico ancora non era arrivato.
Il giorno scelto per l'invasione appare, oggi come allora, ovvio. La festività ebraica dello Yom Kippur prevede tradizionalmente che l'intero paese si fermi per 25 ore, compresi i mezzi di comunicazione e tutte le attività commerciali, eccezion fatta per una minima sezione dei servizi di emergenza. È un giorno in cui non solo gli ebrei osservanti, ma anche una sostanziale fetta degli ebrei secolari, digiunano, si astengono da qualunque «lavoro», ivi compresi l'uso del fuoco, dell'elettricità e di qualunque mezzo di trasporto. L'intero traffico veicolare nel Paese risulta bloccato e molti soldati lasciano le strutture militari per restare a casa, in una giornata di preghiera e di penitenza dove il focolare domestico appare decisamente più confortante di qualunque altra sistemazione. È il giorno in cui, per tutti questi motivi, Israele è militarmente in assoluto più vulnerabile, con gran parte delle sue forze smobilitate. In realtà, proprio la concomitanza della ricorrenza ebraica dello Yom Kippur con l'inizio, per i musulmani, del mese sacro di Ramadan, in cui i soldati osservanti sarebbero stati costretti a digiunare per un intero mese, anche se limitatamente alle ore diurne, servì a convincere ulteriormente i servizi segreti israeliani che l'attacco non sarebbe stato comunque imminente.

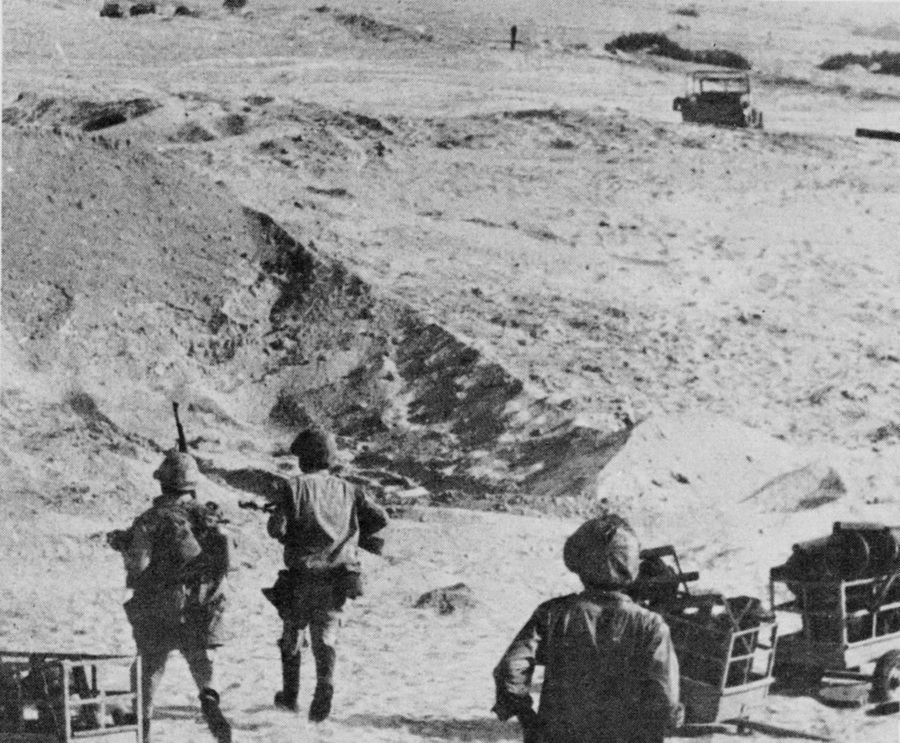
Soldati egiziani dopo aver attraversato il canale di Suez

Nonostante avesse rinunciato a prender parte subito al conflitto, re Husayn di Giordania «aveva avuto un incontro con Sādāt e con al-Asad ad Alessandria due settimane prima. Dati i sospetti che i leader arabi si scambiavano l'un l'altro, è improbabile ch'egli abbia ricevuto precisi piani di guerra; eppure è probabile che Sādāt e al-Asad abbiano esternato l'intenzione di muovere guerra a Israele in termini più generali, per saggiare la volontà della Giordania di unirsi». La notte del 25 settembre Husayn volò segretamente a Tel Aviv per avvertire il premier israeliano Golda Meir di un imminente attacco siriano. «"Faranno la guerra senza gli egiziani?" chiese la Meir. Il re rispose di no. "Penso che loro"» [gli egiziani] «coopereranno"». Sorprendentemente l'avviso cadde nel vuoto. Aman concluse che il re non aveva detto nulla che gli israeliani già non sapessero. «Undici allarmi di guerra sono stati inviati a Israele in settembre, da fonti bene informate. Ma Zvi Zamir» [direttore del Mossad] «continuava a insistere che la guerra non sarebbe stata una scelta araba. Neanche gli avvertimenti di [re] Husayn servirono a diradare i suoi dubbi». In seguito avrebbe amaramente commentato che «semplicemente, non ci sembrava fossero capaci di farlo».
Alla fine Zvi Zamir si recò personalmente in Europa per prendere contatto con «La Fonte» (l'alto ufficiale egiziano) nella notte tra il 5 e il 6 ottobre. In quell'incontro, «La Fonte», che molti ritengono fosse Ashraf Marwan
, lo informò che un attacco congiunto siro-egiziano era imminente e fu soprattutto questo avvertimento, assieme a tutti quelli che lo avevano preceduto, a riportare il comando israeliano in azione. Qualche ora prima dell'attacco, il generale Moshe Dayan approvò l'ordine di un parziale richiamo delle riserve. Per ironia della sorte, richiamare le riserve fu più facile del previsto, poiché quasi tutti erano in sinagoga o a casa per la vacanza.

### Mancanza di un attacco preventivo israeliano

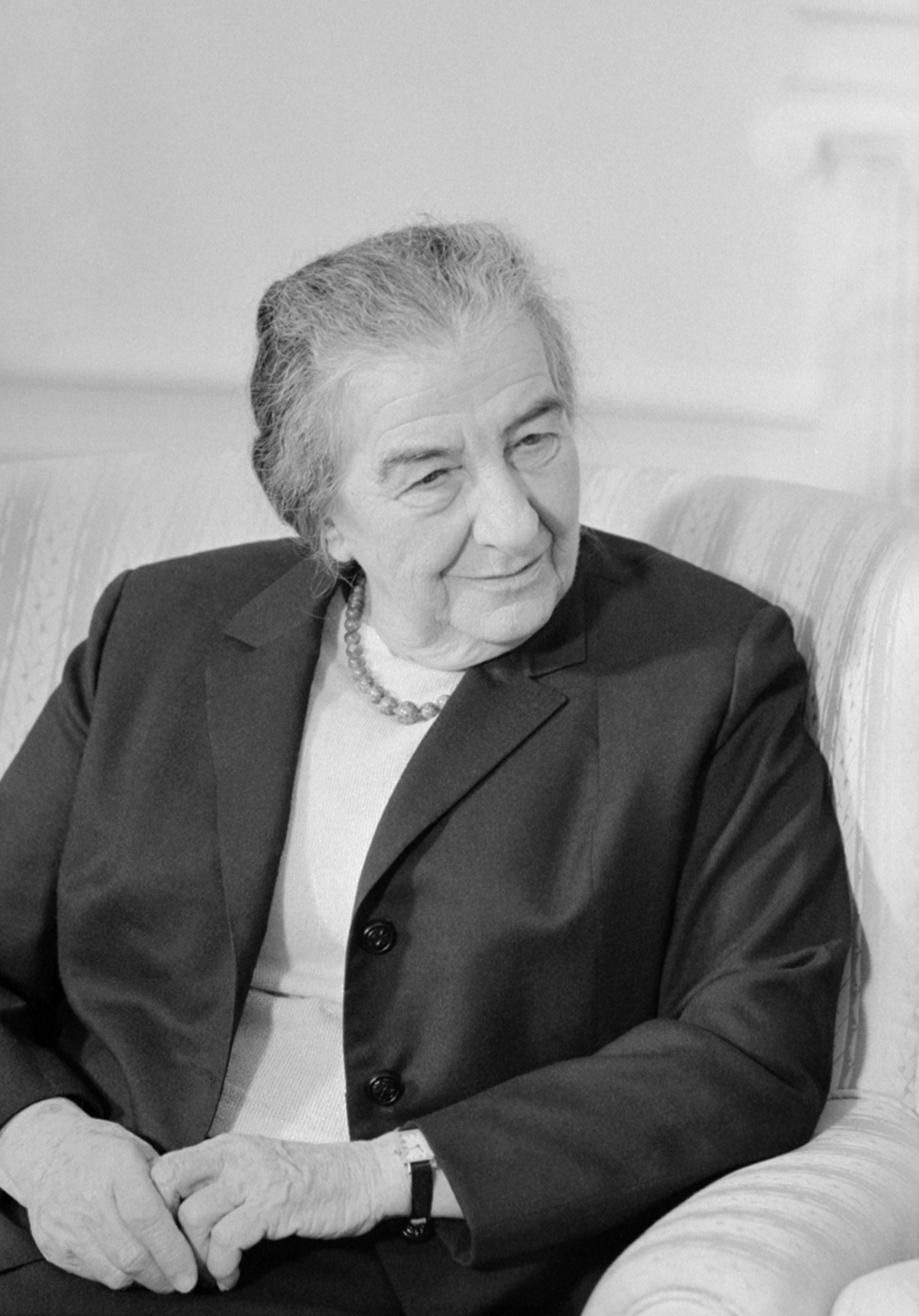
Golda Meir, il primo ministro israeliano al centro della discussa decisione di non attaccare preventivamente

La strategia militare israeliana prevedeva un attacco preventivo a fronte dell'imminenza di un attacco nemico e si basava per la gran parte sull'affidabilità dei servizi segreti, la cui previsione poteva dare per certa un'invasione non più tardi di 48 ore prima dell'attacco stesso.
Golda Meir, Moshe Dayan e il generale David Elazar si incontrarono alle 8:05 del mattino dello Yom Kippur, sei ore prima dell'inizio della guerra. Dayan cominciò argomentando che la guerra non era una certezza. Elazar sostenne la necessità di un attacco preventivo sulle forze siriane: gli aeroporti a mezzogiorno, le installazioni missilistiche alle 15 e le forze di terra alle 17. «Quando tutti presentarono la loro idea, il primo ministro mostrò incertezza per qualche istante ma palesò una decisione chiara: non ci sarebbe stato alcun attacco preventivo. Israele avrebbe potuto avere bisogno dell'assistenza americana molto presto, ed era imperativo che nessuna colpa di aver iniziato la guerra potesse essergli addossata. "Se colpiamo per primi - disse - non avremo l'aiuto di nessuno"». Le nazioni europee, sotto la minaccia di un embargo petrolifero e di un boicottaggio commerciale, avevano interrotto le forniture di munizioni. Come risultato, Israele era del tutto dipendente dagli Stati Uniti per l'approvvigionamento militare, ed era particolarmente sensibile a qualunque cosa potesse mettere in pericolo quella relazione.
In retrospettiva, la decisione di non colpire per primi fu probabilmente una decisione saggia. L'operazione Nickel Grass, il ponte aereo americano che rifornì Israele di ogni genere di merci a partire dall'inizio del conflitto (13 ottobre), anche se non rimpiazzò immediatamente le perdite di equipaggiamento israeliane, permise nondimeno di servirsene più liberamente. Se avessero colpito per primi, secondo Henry Kissinger, gli israeliani avrebbero ottenuto «tanto quanto un'unghia».

## La guerra

### Il Sinai

#### L'attraversamento

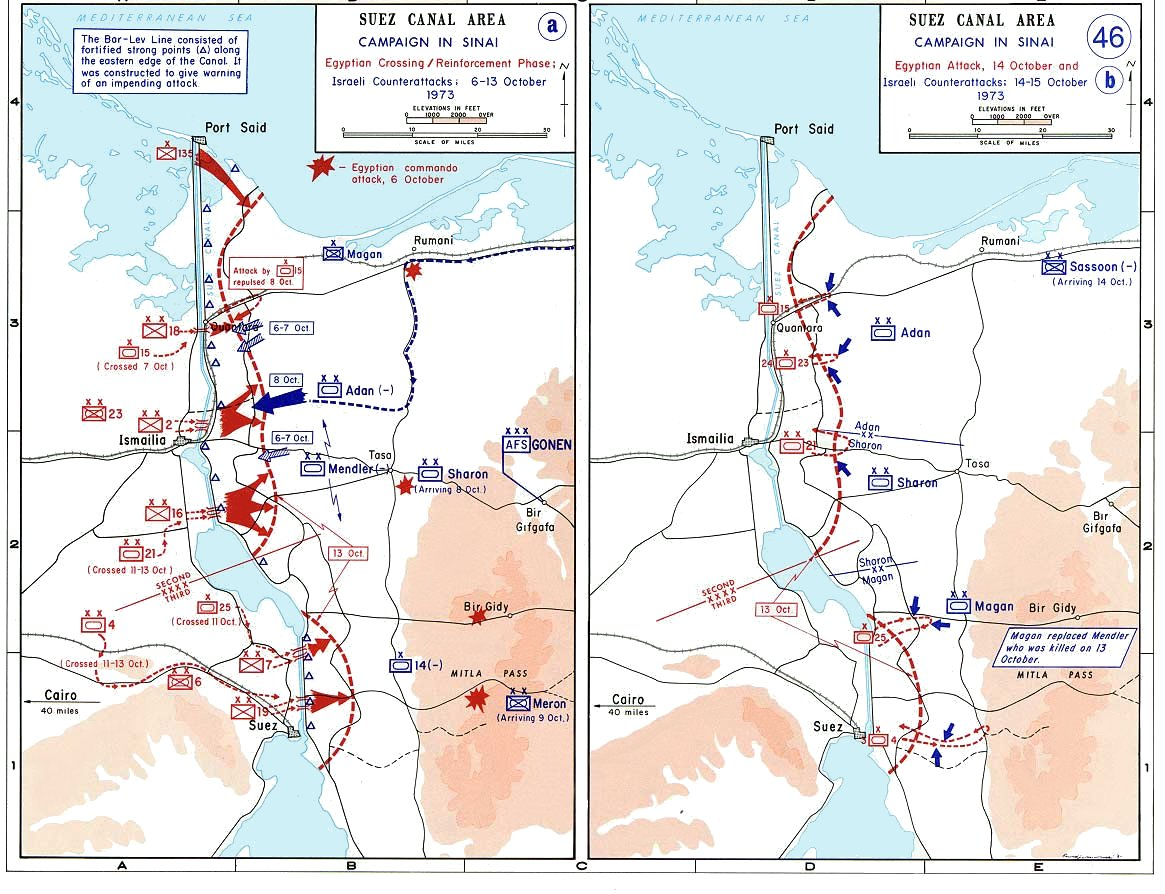
L'ingresso egiziano nel Sinai (6-13 ottobre) e il contrattacco israeliano (13-15 ottobre)

Il piano egiziano era quello di un'avanzata non fulminea e non in profondità, per evitare di perdere la protezione delle batterie SAM. Nella guerra dei sei giorni, l'aviazione israeliana aveva tempestato gli eserciti arabi, privi di una qualunque protezione antiaerea. L'Egitto (assieme alla Siria) aveva avuto sei anni per riprendersi dagli errori e fortificare pesantemente il proprio schieramento, pur all'interno delle linee del cessate-il-fuoco, con batterie terra-aria di costruzione sovietica, contro le quali l'IAF non aveva realizzato alcuna contromisura. In tal modo Israele, che tanto aveva investito per costruire e rendere operativa la più imponente aviazione del Vicino Oriente, vedeva vanificati quasi per intero i propri sforzi.
Per l'esercito egiziano fu sorprendentemente facile penetrare nelle posizioni israeliane della linea Bar-Lev ed attraversare rapidamente il canale di Suez in quello che poi divenne famoso come «l'Attraversamento». La linea era costituita da 16 fortini di prima linea difesi dalla fanteria della "brigata Gerusalemme", e da altri 11 fortini costruiti in posizione più arretrata lungo la cosiddetta "strada dell'artiglieria", difesi da due battaglioni di carri armati. Dopo lunghe discussioni tra i generali israeliani, fra fautori della linea statica e seguaci di tattiche più aggressive di difesa mobile, si era deciso di mantenere in efficienza solo 16 delle iniziali 31 fortificazioni previste e di ridurre il numero dei soldati impiegati in compiti difensivi di presidio che di conseguenza erano in netta inferiorità numerica al momento dell'attacco egiziano. Il comando israeliano continuava a sottovalutare le capacità degli eserciti arabi e prevedeva una rapida controffensiva a ovest del canale.
L'esercito egiziano invece era schierato in forze e aveva un piano razionale studiato accuratamente; circa nove divisioni effettuarono l'attacco suddivise tra la II Armata a nord e la III Armata a sud, equipaggiate con 1200 cannoni e circa 1500 mezzi corazzati; il piano prevedeva una prima fase con l'attraversamento del canale di cinque divisioni di fanteria seguita da una "pausa operativa" per affrontare e respingere la prevedibile controffensiva israeliana; quindi sarebbe stato effettuato il passaggio a est del canale del grosso delle riserve corazzate e la spinta offensiva verso oriente in direzione dei passi del Sinai.
Gli egiziani avevano previsto un rapido contrattacco israeliano, e avevano disposto l'equipaggiamento della prima ondata d'invasione con una fortissima concentrazione di armi controcarro – soprattutto RPG e i più devastanti AT-3 Sagger. Un soldato su tre nelle file egiziane era dotato di un'arma anticarro. «Mai in precedenza è stata schierata sul campo di battaglia una così potente forza anticarro».
Gli israeliani avevano costituito le posizioni difensive tra enormi terrazze di sabbia compressa, dove l'esperienza insegnava che sarebbe stato impossibile bersagliarli con l'artiglieria o coi bombardieri. Il genio militare egiziano decise di attaccare le terrazze con gli idranti, alimentati direttamente con l'acqua del Canale. La compattezza della sabbia si dissolse, lasciando le posizioni difensive israeliane scoperte.
Le unità a guardia della fortificazione Bar-Lev, trovandosi di fronte una forza più numerosa di almeno un ordine di grandezza, furono sopraffatte. Solo una, Budapest (quella più settentrionale), restò sotto il controllo israeliano per l'intera durata della guerra. Le forze egiziane si consolidarono sulla linea fin lì raggiunta.

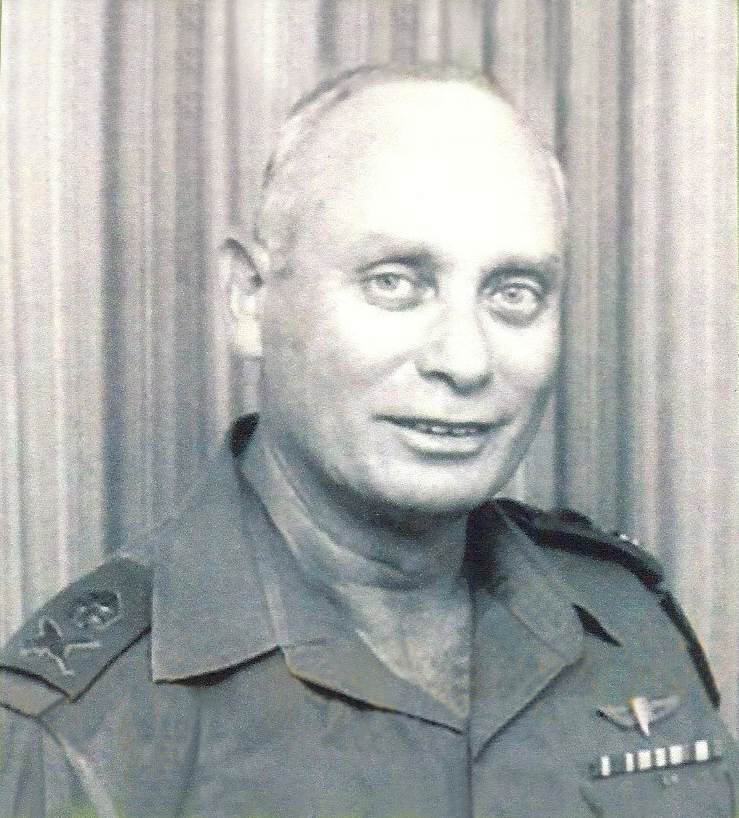
Il generale Avraham Mendler "Albert", comandante della divisione corazzata del Sinai che affrontò il primo attacco egiziano.

Le posizioni strategicamente più importanti del Sinai erano i tre passi, Mitla, Giddi e Khatmia, che permettevano di valicare i rilievi centrali della penisola; gli israeliani, dopo il crollo della Linea Bar-Lev, difendevano questi passi con la 14ª Brigata corazzata del colonnello Amnon Reshef, e la 401ª Brigata corazzata del colonnello Dan Shomron. Queste formazioni, equipaggiate in totale di circa 280 mezzi blindati principalmente di tipo M48 e M60, dipendevano dal comando della Divisione del Sinai del generale Avraham Mendler "Albert" che alle ore 12:00 diede l'ordine di avanzare a partire dalle ore 16:00 verso il canale per contrattaccare. Alle ore 16:30 i primi carri armati della brigata del colonnello Shomron entrarono in contatto con le unità egiziane nel settore meridionale e videro l'avanzata in massa oltre il canale della fanteria nemica. Nel pomeriggio e nella serata le brigate blindate israeliane tentarono di portare aiuto ai fortini Orkal, Hizayion, Pourkan, Nissan e Budapest che ancora resistevano, ma, impiegati a piccoli gruppi, i carri armati subirono forti perdite sotto il tiro della fanteria e dell'artiglieria egiziana; oltre 100 mezzi corazzati furono distrutti principalmente dalle armi anticarro della fanteria egiziana.
Alle ore 09.00 del mattino della domenica 7 ottobre, il generale Shmuel Gonen, il comandante del Fronte meridionale israeliano, giunto al posto avanzato di Oum Kheshiba, diede ordine di evacuare i fortini della Linea Bar-Lev; le forze egiziane erano ormai incontenibili e oltre 500 carri armati erano già oltre il canale su una linea 10-15 chilometri ad est, all'interno del Sinai. Anche le brigate corazzate dei colonnelli Shomron e Reshef avevano ripiegato su una seconda linea ad una decina di chilometri dal canale dopo aver perso altri mezzi corazzati ed essere scese a solo 130 carri armati ancora disponibili dopo aver perso in totale 153 mezzi corazzati. Il generale Mendler ritirò il suo quartier generale a Motza, nel sud della penisola del Sinai in attesa dell'arrivo dei rinforzi.

#### Fallimento dei contrattacchi israeliani

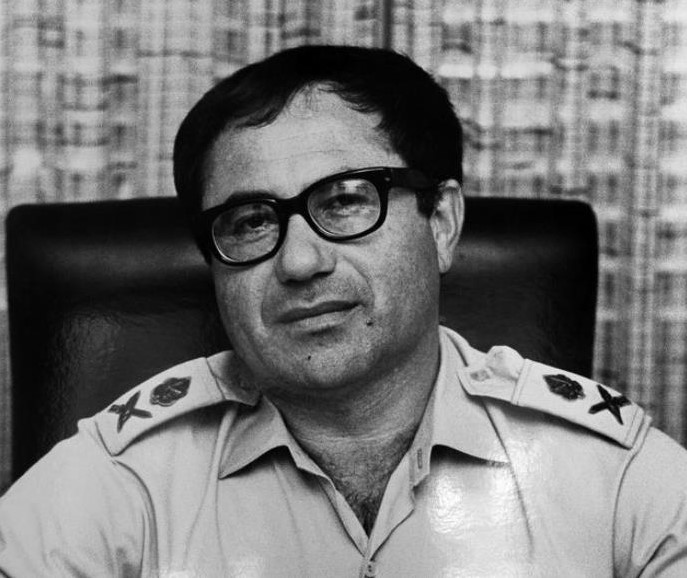
Il generale Shmuel Gonen, comandante del fronte meridionale israeliano

Fin dalla mattina del 7 ottobre erano iniziate ad arrivare nel Sinai le unità blindate di riserva israeliane della 162ª Divisione corazzata "HaPlada" del generale Avraham Adan "Bren" e della 143ª Divisione corazzata del generale Ariel Sharon "Arik" che furono concentrate rispettivamente a nord, a Baluza e al centro, a Tasa, mentre i resti della divisione del generale Mendler "Albert" avevano ripiegato a sud, a Motza. Il generale Sharon, irruente e battagliero, e il ministro della Difesa Moshe Dayan, nel pomeriggio si incontrarono con i generali Gonen e Mendler; Dayan parve scoraggiato e depresso e propose addirittura di ripiegare fino a passi del Sinai centrale mentre al contrario il generale Sharon recriminò a lungo per il cedimento dei fortini della linea Bar-Lev. In serata mentre Dayan, tornato a Tel Aviv, sembrò ancora pessimista parlando con Golda Meir, al posto di comando di Oum Khesheiba, i generali Gonen, Mendler, Adan, Sharon e Yitzhak Rabin, arrivato a sua volta al fronte, concordarono un piano di controffensiva per il giorno seguente con cui si sperava di ritornare alla linea del canale.
Il mattino del 8 ottobre 1973, terzo giorno della guerra, il generale Shmuel Gonen, il comandante del Fronte Meridionale israeliano che aveva assunto la carica da tre mesi, dopo il ritiro temporaneo del generale Sharon, ordinò un contrattacco generale che nelle sue ottimistiche speranze avrebbe dovuto permettere di capovolgere la situazione. Gonen e gli altri generali israeliani sottovalutarono gravemente il nemico e i rischi connessi all'efficacia delle difese anticarro e antiaeree egiziane; inoltre invece di concentrare le forze per la controffensiva, si decise di sferrare due attacchi separati con la divisione corazzata del generale "Bren", Avraham Adan, che avrebbe marciato da nord verso i ponti di Ismailia dalle ore 08.00 alle ore 12.00, e la divisione corazzata di "Arik", il reintegrato Ariel Sharon, che avrebbe attaccato da est verso Suez a partire dalle ore 12.00. Nonostante gli insuccessi iniziali, permaneva nell'alto comando israeliano grande ottimismo; nei primi scontri del mattino nel settore meridionale del Sinai i carri superstiti della divisione del generale Mendler riuscirono a trattenere le forze nemiche, ma più a nord gli egiziani avevano ormai schierato 600 carri armati e sei divisioni di fanteria equipaggiate con potenti armi anticarro.

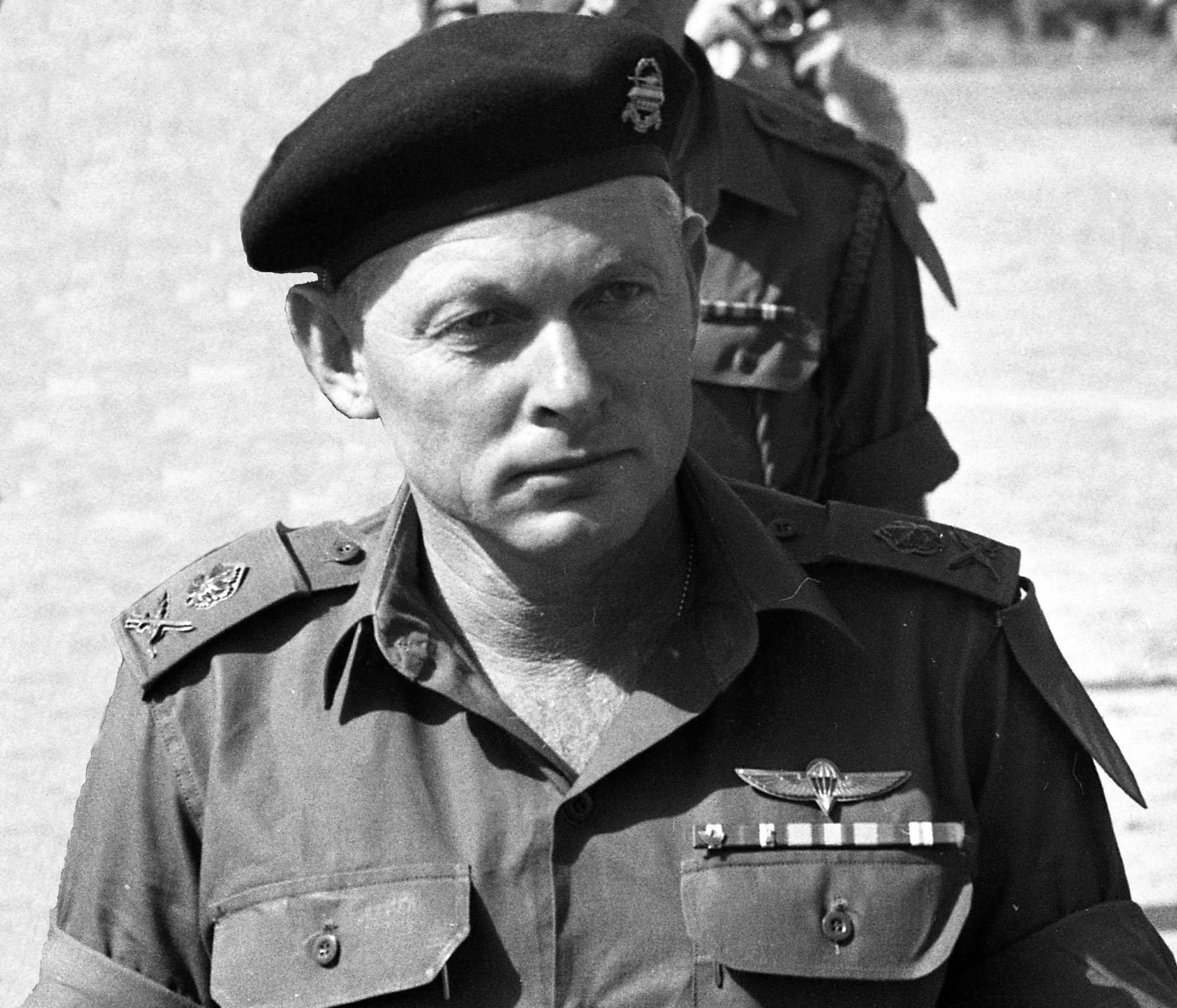
Il generale Avraham Adan "Bren", comandante di una divisione corazzata di riserva nel Sinai

Alle ore 11,30 il capo di stato maggiore David Elazar, dopo alcuni ottimistici rapporti iniziali inviati dal generale Adan, durante una conferenza stampa sembrò sicuro di una imminente vittoria e parlò di "varcare il canale" dopo aver completamente sbaragliato gli egiziani. La realtà operativa sul campo era invece molto diversa. La controffensiva israeliana delle due divisioni corazzate di riserva dei generali Adan e Sharon si concluse l'8 ottobre 1973 con una pesante sconfitta; la mattina le formazioni del generale Adan attaccarono per prime senza coordinarsi con le truppe del generale Sharon, senza sostegno dell'artiglieria e con scarso appoggio delle forze aeree. Durante l'avanzata nel deserto in direzione dei fortini della linea di Bar-Lev e dei ponti di Ismailia i carri armati israeliani incapparono negli sbarramenti anticarro della fanteria egiziana. I generali Adan e Gonen non compresero la realtà della situazione e per ore continuarono a credere in una facile vittoria, solo alle ore 11.50 il generale Adan comunicò al generale Gonen che le sue unità avevano subito "perdite serie, veramente pesanti". A metà mattinata alcuni carri israeliani avevano raggiunto il canale al ponte di Firdan, ma nelle ore successive la situazione della divisione di Adan era divenuta critica di fronte agli schieramenti anticarro egiziani equipaggiati con missili Sagger e lanciatori individuali RPG-7. Numerosi carri armati furono distrutti o danneggiati e un intero battaglione corazzato israeliano cadde in un'imboscata della fanteria egiziana con RPG-7; il battaglione venne distrutto e il suo comandante, tenente colonnello Assaf Yaguri, fu catturato e subito mostrato alla televisione egiziana a scopo propagandistico.
Nella tarda mattinata era entrato in azione anche il generale Sharon che, tuttavia impiegò inizialmente solo una parte delle sue forze; inoltre l'irascibile comandante rifiutò di obbedire agli ordini del generale Gonen che gli richiedevano di sospendere la marcia a sud verso il canale e risalire verso nord in soccorso del generale Adan che era in grande difficoltà dopo aver perso 70 carri armati. Alle ore 17.00 il generale Sharon si diresse di sua iniziativa e in contrasto con le ripetute indicazioni del generale Gonen, verso i fortini della Linea Bar-Lev che ancora resistevano di Lakekan, Matzmed e Hizayion. Costretto alla fine a fermarsi dagli ordini superiori dei generali Gonen e Elazar, il generale Sharon nella mattinata del 9 ottobre fece un nuovo tentativo di raggiungere il canale al fortino Pourkan ma i suoi reparti non ottennero alcun successo e al contrario gli egiziani nel corso della giornata respinsero gli attacchi e guadagnarono altro terreno.

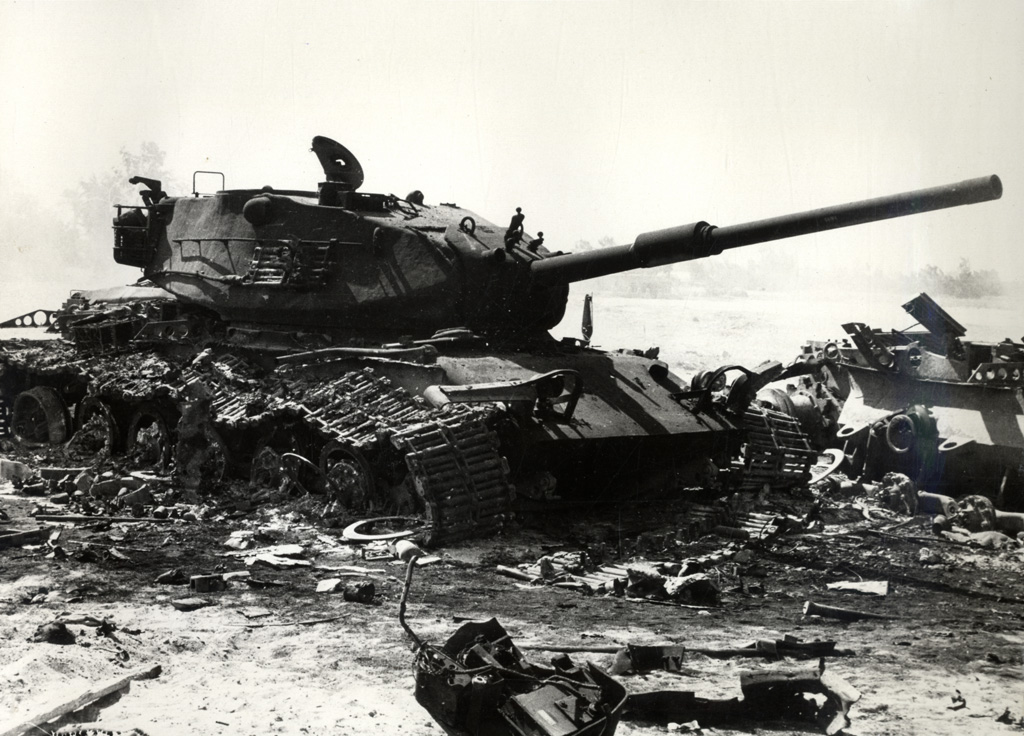
Carri israeliani M60 Patton distrutti nel Sinai.

I rapporti tra i generali israeliani sul fronte del Sinai erano pessimi; sia il generale Adan che il generale Sharon avevano scarsa fiducia nel generale Gonen. Dopo la nuova insubordinazione di Sharon, il generale Gonen richiese espressamente allo stato maggiore la destituzione del comandante della 143ª Divisione corazzata; il capo di stato maggiore, generale Elazar, prima inviò in missione conoscitiva il suo aiutante generale Israel Tal che arrivò al posto di comando di Oum Kheshiba nella serata del 9 ottobre, quindi decise di inviare subito nel Sinai anche l'esperto generale Bar-Lev come suo rappresentante personale con pieni poteri. Il generale Gonen apprese con grande disappunto questa notizia che sembrava dimostrare la scarsa fiducia dello stato maggiore nelle sue capacità e di fatto riduceva fortemente la sua autorità di comando nel Fronte Meridionale.
La sconfitta israeliana del 8-9 ottobre ebbe profonde conseguenze sull'andamento complessivo della guerra; divenne nota come "l'incubo dei carristi" a causa delle pesanti perdite subite dalle divisioni dei generali Adan e Sharon. Divenne evidente che massicce offensive corazzate senza appoggio, secondo le tattiche israeliane delle guerre precedenti, erano ormai destinate a rovinosi fallimenti; nello scoraggiamento generale seguito all'eccessiva euforia iniziale, i dirigenti israeliani credevano quasi impossibile riconquistare la linea del canale e in particolare Dayan appariva preda di un cupo pessimismo e parlava di prendere provvedimenti disperati per mobilitare ragazzi, studenti e anziani e ripiegare anche a est dei passi del Sinai per evitare la "caduta del Terzo Tempio", cioè la fine di Israele.

#### Fase di stallo
La sera del 9 ottobre il capo di stato maggiore israeliano, generale Elazar, dovette ammettere, dopo le precedenti trionfalistiche dichiarazioni, che il nemico non era "né sconfitto né in ritirata", ma evitò, pur mostrando segni di nervosismo e stanchezza, di parlare esplicitamente del fallimento della controffensiva. La sera del 10 ottobre invece il consigliere speciale di Golda Meir, generale Aharon Yariv, dichiarò esplicitamente in una conferenza stampa tenuta al posto del ministro Dayan, che "la guerra sarà lunga e difficile" e che era finito il tempo delle "vittorie rapide ed eleganti".
I dirigenti israeliani compresero quindi dopo le sconfitte del 6-9 ottobre che offensive affrettate e contemporanee nel Sinai e nel Golan erano impossibili, che una nuova offensiva nel settore meridionale avrebbe richiesto una accurata preparazione e che attacchi frontali in massa di mezzi corazzati contro l'esercito egiziano solidamente schierato e trincerato a difesa non avrebbero potuto avere successo e al contrario avrebbero logorato completamente l'esercito. Era evidente, nel caso in cui gli egiziani non avessero preso l'iniziativa avanzando verso i passi del Sinai centrale, il rischio di trasformare il conflitto in una guerra di logoramento, che Israele, in enorme inferiorità numerica, non avrebbe potuto sostenere a lungo. Il generale Sharon fin dall'inizio aveva proposto di passare all'offensiva in territorio egiziano dopo aver attraversato audacemente il canale di Suez, ma questo piano appariva rischioso e di difficile esecuzione; lo stato maggiore israeliano riteneva che fosse essenziale in un primo tempo attirare le riserve corazzate nemiche nel Sinai per indebolirle. Tra gli ufficiali israeliani del teatro meridionale continuava a regnare la discordia; il generale Gonen era estremamente contrariato per l'arrivo del generale Bar-Lev con l'incarico di "rappresentante del capo di stato maggiore", mentre i contrasti di opinione erano quotidiani tra i generali Sharon e Adan da una parte e lo stesso Gonen dall'altra; peraltro neppure i generali Elazar e Adan andavano d'accordo con l'intrattabile e indisciplinato Sharon. La mattina del 10 ottobre iniziò con un nuovo disastro per gli israeliani; durante uno scontro di carri armati a dieci chilometri da Motza, cadde in un'imboscata il generale Avraham Mendler, la cui postazione di comando nel deserto era stata individuata attraverso l'intercettazione delle comunicazioni radio; i carri armati egiziani aprirono il fuoco e uccisero il generale e due suoi collaboratori; il generale Kalman Magen subentrò nel comando della divisione corazzata del Sinai.
Dopo qualche giorno di attesa Sādāt, che voleva alleggerire la pressione sui Siriani, ordinò ai suoi comandanti sul campo (Saʿd al-Shādhlī e Ahmad Ismāʿīl ʿAlī) di attaccare. Gli egiziani portarono nel Sinai le loro riserve e cominciarono il contrattacco il 14 ottobre. «L'attacco, il più massiccio dall'inizio dell'offensiva, fu un fallimento totale, il primo grande scacco agli egiziani dall'inizio della guerra. Invece di concentrare gli sforzi sulla manovrabilità delle truppe, al di là delle zone degli uadi dove la spinta è stata maggiore, li hanno spesi per un assalto frontale contro le brigate israeliane in attesa. Le perdite egiziane della giornata sono stimate tra i 150 e i 250 carri».

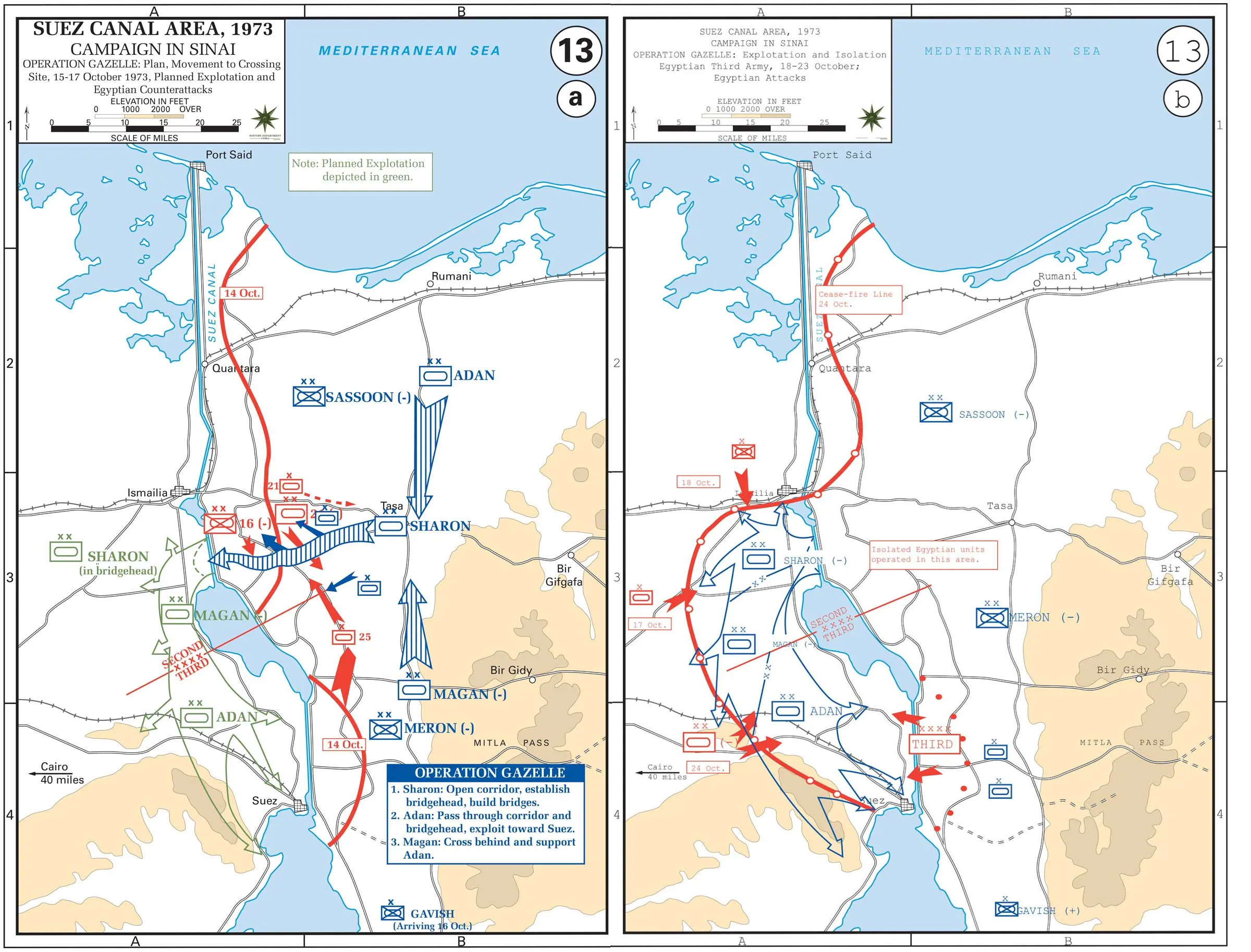
Il contro-attraversamento del canale (15-17 ottobre) e l'isolamento della 3ª Armata egiziana (18-23 ottobre)

 Il giorno seguente, 15 ottobre 1973, gli israeliani lanciarono l'operazione «Uomo Intrepido» – il contrattacco contro gli egiziani e l'attraversamento del canale di Suez da est verso ovest. L'attacco fu un radicale cambiamento tattico israeliano, poiché i difensori si erano affidati nei giorni precedenti al sostegno aereo e corazzato, e avevano perso gran parte di quel che avevano schierato per mano delle forze egiziane, ben preparate a questo tipo di azione. Gli israeliani fecero uso della fanteria per attaccare le posizioni dei SAM e delle batterie anticarro egiziane, le quali non avevano modo di proteggersi da un attacco di soldati di fanteria. Una divisione comandata dal generale Ariel Sharon attaccò le linee nemiche poco a nord del Grande Lago Amaro, in prossimità di Ismāʿīliyya.

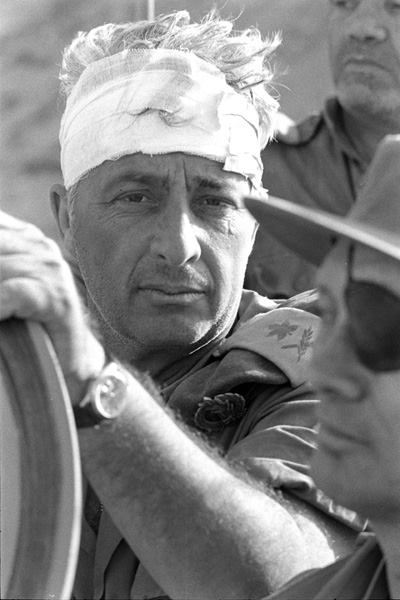
Il generale Ariel Sharon sul fronte del Sinai

Gli israeliani sfondarono in un punto debole delle linee arabe: la congiunzione tra la Seconda Armata a nord e la Terza Armata a sud. In quelli che passarono come i più brutali scontri della guerra in prossimità e corrispondenza della «Fattoria Cinese» (un progetto d'irrigazione a est del canale ed a nord del punto di attraversamento), gli israeliani aprirono un varco nelle difese nemiche e raggiunsero la linea d'acqua. Una frazione delle forze israeliane attraversò il canale e stabilì una testa di ponte dall'altro lato, consentendo il trasporto delle truppe ad ovest del canale su piccoli gommoni – un'operazione che richiese più di 24 ore e che fu possibile grazie alla protezione degli M72 LAW, lanciarazzi anticarro che impedirono agli egiziani di costituire una minaccia. Una volta neutralizzate le difese antiaeree e anticarro arabe, la fanteria poté fare nuovamente affidamento sul soverchiante sostegno dell'aeronautica e della fanteria corazzata.
Prima della guerra, temendo un attraversamento del canale, nessuna nazione occidentale aveva fornito a Israele l'equipaggiamento che serviva per costruire ponti mobili. Gli israeliani avevano acquistato, peraltro da un lotto di eccedenze di produzione francese, soltanto quello che serviva per imbastire una passerella galleggiante. Sviluppando il materiale a loro disposizione come un ponte di barche, la divisione di Avraham Adan attraversò la linea d'acqua e si diresse rapidamente a sud, con l'intento di tagliar fuori la Terza Armata egiziana prima che potesse ritirarsi al di là del confine. Nello stesso tempo, Adan preparò diverse incursioni contro le postazioni antiaeree a est del canale.
Il giorno della fine delle ostilità, gli israeliani erano a 101 km dal Cairo, capitale egiziana.

### Il Golan

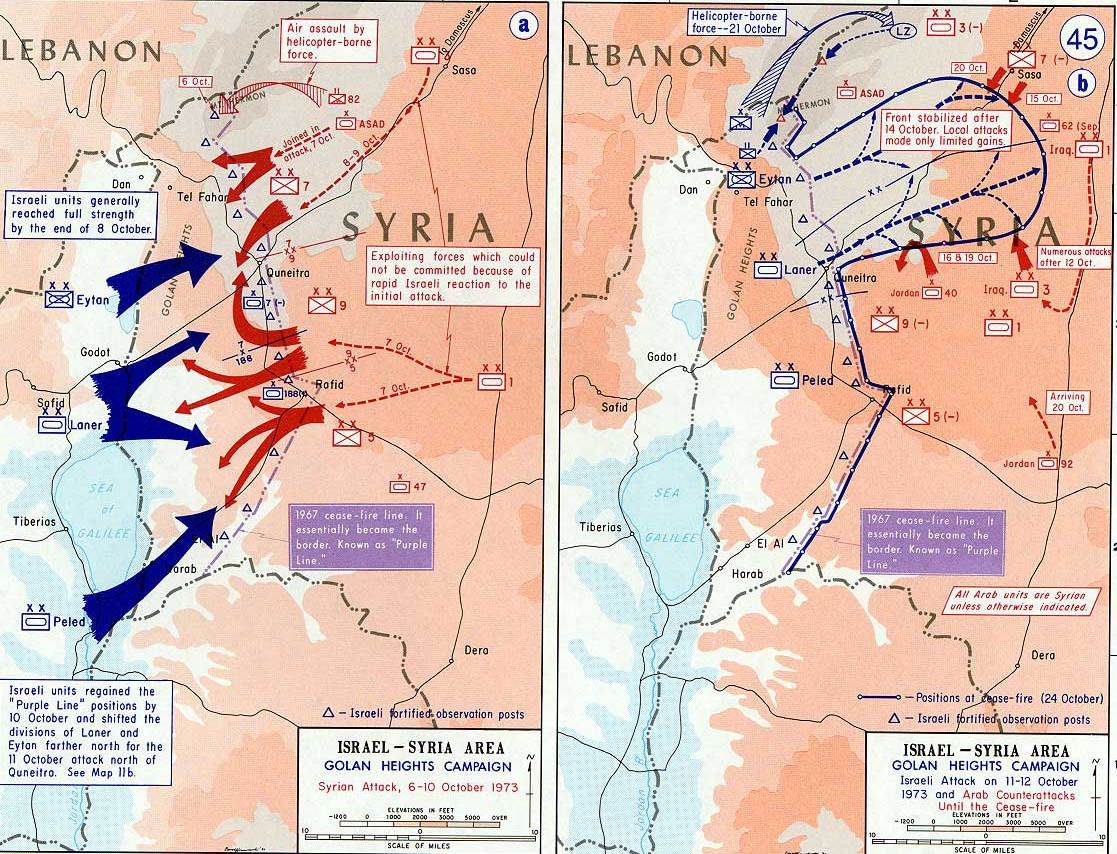
La campagna del Golan: l'attacco siriano (6-10 ottobre), il contrattacco israeliano (11-13 ottobre) e lo stallo

Sulle alture del Golan, i siriani attaccarono le difese israeliane, che consistevano in 2 brigate e 11 batterie di artiglieria, con 5 divisioni e 188 batterie. Allo scoppio delle ostilità, circa 180 carri israeliani si trovarono di fronte circa 1 400 mezzi corazzati siriani. Nonostante le probabilità di successo fossero bassissime, e nonostante i carri siriani fossero dotati anche di visori per il combattimento notturno, ogni carro israeliano prese parte ai combattimenti iniziali. I commando elitrasportati siriani presero il controllo dell'importante nodo difensivo del Jabal al-Shaykh (Monte Hermon, detto in arabo "Montagna del vecchio" a causa della neve della sua cima, come capelli sulla testa di una persona anziana), che era peraltro dotato di imponenti apparati di sorveglianza.
L'Alto Comando israeliano decise di dare assoluta priorità ai combattimenti in corso sul Golan e di stare sulla difensiva sul Sinai, per cause di cautela geografica: mentre il Sinai era sufficientemente lontano da non costituire una minaccia diretta per Israele, perdere il Golan avrebbe significato una rapida avanzata dei siriani nel cuore di Israele, essendo le alture a poche decine di chilometri da importanti città come Netanya, Haifa e Tel Aviv. L'ordine era di inviare i riservisti sul Golan prima possibile, pur con una serie di svantaggi operativi: i soldati sarebbero stati assegnati ai carri con un equipaggio diverso rispetto a quello con cui si erano addestrati in precedenza, i carri sarebbero stati sprovvisti di alcune migliorie (molti dovettero montare le mitragliatrici «strada facendo») e molti mezzi sarebbero scesi in battaglia senza la possibilità di calibrare il cannone (una lunga procedura per tarare gli strumenti di puntamento).
Esattamente come gli egiziani nel Sinai, i siriani procedettero ad avanzare stando bene attenti a non uscire dall'ombrello protettivo delle batterie SAM. Anche sul Golan gli attaccanti fecero uso di armi anticarro, le quali perdettero molto della loro efficacia a causa del terreno scosceso e irregolare, a totale differenza del piatto deserto vicino al canale.
I siriani avevano previsto che le prime riserve avrebbero raggiunto il fronte non prima di 24 ore dall'attacco. I riservisti israeliani ne impiegarono solo 15.

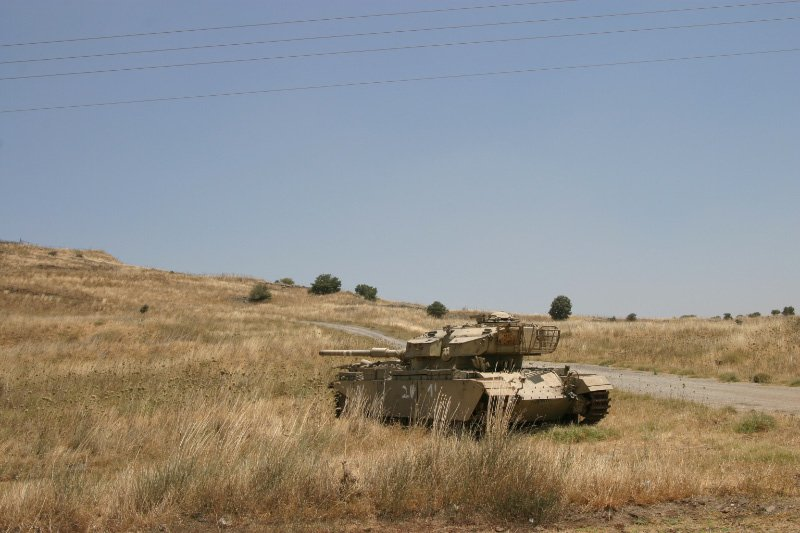
Un carro israeliano Centurion abbandonato sul Golan

Alla fine del primo giorno di battaglia, i siriani (che schieravano 9 soldati per ogni soldato nemico) avevano ottenuto un moderato successo. Nel tardo pomeriggio una brigata corazzata siriana, che era passata attraverso il passo di Rafid, puntò a nord-ovest, lungo una strada poco usata, conosciuta come la Tapline Road (Strada della Compagnia Transaraba degli Oleodotti), che attraversava diametralmente il Golan. Questo tracciato si sarebbe dimostrato come uno dei cardini della battaglia, dal momento che collegava direttamente il punto di sfondamento dei siriani a Nafekh, che non era soltanto il luogo del Quartier Generale divisionale israeliano, ma il più importante crocevia delle alture. Durante la notte, il comandante Zvika Greengold, che era appena arrivato in battaglia da solo col suo carro (senza quindi portarsi dietro una squadra o con l'appoggio di altri carri), attaccò i siriani di propria iniziativa, e gli scontri durarono fino all'arrivo dei rinforzi. 
Dopo quattro giorni di combattimenti, la VII Brigata israeliana (al comando di Yanush Ben Gal) dislocata a nord del fronte, riuscì a mantenere la rocciosa linea collinare che difendeva da nord il loro quartier generale di Nafekh. A sud, invece, la Brigata Barak («Fulmine»), allo scoperto per la mancanza di alcuna difesa naturale, cominciò a subire pesanti perdite. Il suo comandante, il colonnello Shoham, fu ucciso durante i primi giorni di combattimento, mentre i siriani spingevano disperatamente per raggiungere il Mar di Galilea.

### L'avanzata israeliana
La marea nel Golan cominciò a rifluire quando le riserve israeliane arrivarono sul campo e furono capaci di contenere e respingere, a partire dall'8 ottobre, l'offensiva siriana. La regione delle alture era, del resto, troppo ristretta per fungere da cuscinetto territoriale (come era stato previsto per il Sinai, cui era stata tolta la priorità difensiva), ma dette prova di essere un luogo strategicamente importantissimo vista la difendibilità e la cruciale conformazione geografica, che impedì fattivamente il bombardamento delle città israeliane sottostanti. Mercoledì 10 ottobre 1973 l'ultima unità siriana del settore centrale era stata respinta oltre la linea porpora (il confine prebellico).

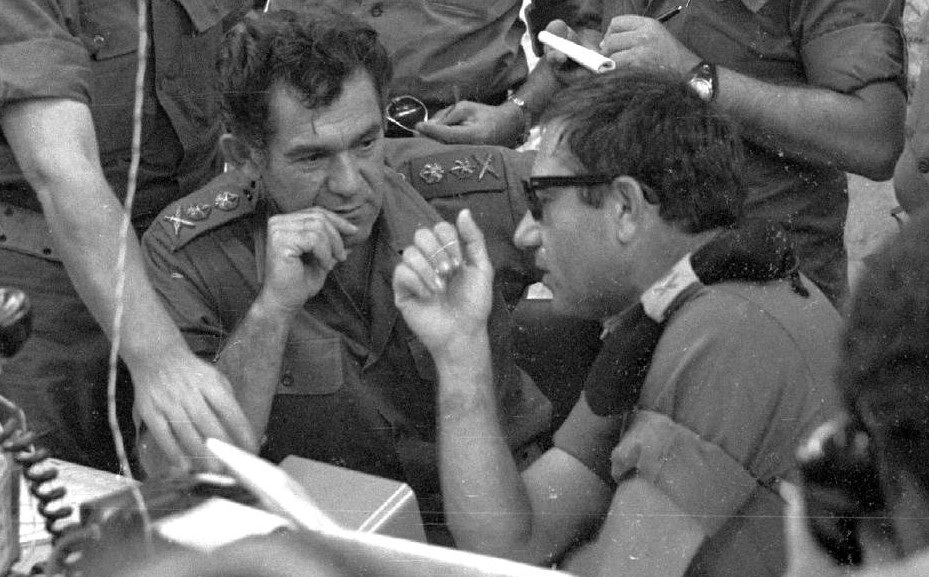
Il generale David Elazar, capo di stato maggiore israeliano, insieme al generale Shmuel Gonen, comandante del fronte meridionale nel Sinai

A questo punto si poneva il dilemma – rallentare il combattimento e concludere il conflitto al confine, o spingere sul territorio siriano. L'Alto Comando israeliano passò l'intera giornata del 10 ottobre a discuterne, fino a notte inoltrata. Alcuni favorivano il disimpegno, che avrebbe permesso ai soldati di essere riportati sul Sinai (la tremenda sconfitta di Shmuel Gonen a Hizayon sul Sinai era accaduta solo due giorni prima). Altri favorivano un attacco in Siria, verso Damasco, che avrebbe messo fuori combattimento la Siria oltre naturalmente a ristabilire l'immagine israeliana di potenza militare dominante nella regione, magari con qualche vantaggio dopo la fine del conflitto. Altri opposero che in Siria vi erano poderose difese – trincee anticarro, campi minati, fortificazioni – e che era comunque meglio combattere da posizioni difensive e sopraelevate, piuttosto che sull'altopiano siriano. Comunque, il primo ministro Golda Meir capì il più cruciale degli argomenti esposti: 
Dall'11 al 14 ottobre, le forze israeliane si spinsero in territorio siriano, conquistando un'ulteriore area di quasi cinquanta km² nel Bashan, dalla quale furono capaci di colpire i sobborghi di Damasco lontana solo 40 chilometri, usando l'artiglieria pesante campale.
Mentre la posizione araba sui campi di battaglia decadeva su tutti i fronti, fu fatta pressione su Re Husayn perché inviasse un contingente in azione. Egli trovò un modo per soddisfare queste esigenze senza aprire il suo regno a un attacco aereo israeliano: invece di attaccare Israele attraverso il confine che divideva con esso, mandò una forza di spedizione in Siria. Fece sapere a Israele le proprie intenzioni attraverso intermediari statunitensi, nella speranza che Israele accettasse che non si trattava di un casus belli per giustificare un attacco in Giordania. Dayan si guardò bene dall'offrire alcuna rassicurazione di questo tipo, ma sapeva bene che Israele non aveva intenzione di aprire un terzo fronte. Anche l'Iraq mandò una forza di spedizione sul Golan, formata da 30 000 uomini, 500 carri e 700 APC (trasporto truppe).

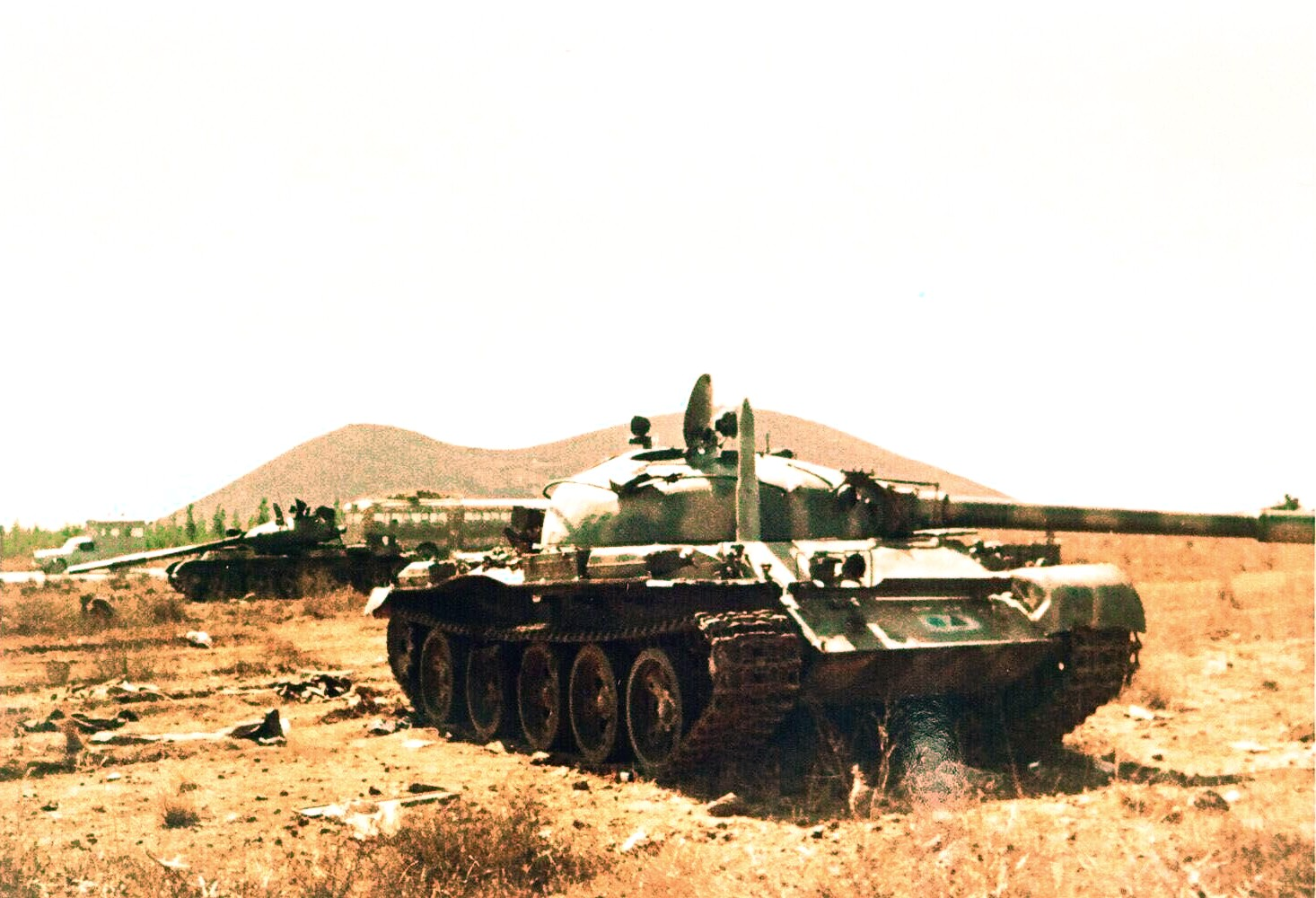
Un T-62 siriano abbandonato sulle alture del Golan

I contrattacchi combinati delle truppe siriane, giordane e irachene prevennero qualunque ulteriore conquista israeliana. Eppure, non furono in grado di respingere gli israeliani oltre il saliente di Bashan.
Il 22 ottobre, la 1ª Brigata di fanteria "Golani" e alcuni commando della Sayeret Matkal (o Unità 767 ) - reparto delegato all'acquisizione di informazioni (intelligence gathering) e alle operazioni speciali - ripresero gli avamposti sull'Hermon, dopo che alcuni cecchini siriani, posizionati strategicamente sul monte, ebbero causato pesanti perdite agli israeliani: 55 morti e 79 feriti che si andavano ad aggiungere ai 25 morti e 67 feriti dell'assalto di due settimane prima. Un bulldozer corazzato israeliano D9 irruppe aprendo una breccia nella linea che consentì alla fanteria israeliana di avanzare fino alla cima, che rimase israeliana al momento del cessate-il-fuoco e conseguentemente anche dopo la guerra. Una brigata di paracadutisti prese infine la linea di avamposti siriani lungo l'altra parte del fronte.

### Sul mare

Schema della battaglia di Laodicea

Schema della battaglia di Baltim

La battaglia di Laodicea, un piccolo ma importante scontro navale tra israeliani e siriani, ebbe luogo il 7 ottobre, il secondo giorno di guerra, e portò a una sorprendente vittoria israeliana che dette prova della straordinaria potenza delle sue piccole e veloci navi lanciamissili equipaggiate con efficaci contromisure elettroniche (ECM, electronic countermeasures). Questa fu la prima battaglia al mondo tra imbarcazioni armate di missili antinave. La battaglia provò che la marina israeliana, sempre considerata come la «pecora nera» dell'IDF, era una forza formidabile ed efficacemente all'avanguardia. In seguito a questo ed altri piccoli scontri, le marine egiziana e siriana ritirarono il loro naviglio militare nei porti sul Mar Mediterraneo, permettendo alle rotte marine che si affacciavano sul bacino di rimanere aperte e costituire una sicura via di rifornimento: tutto quello che, essendo relativamente meno urgente, non richiedeva una spedizione attraverso il ponte aereo (vale a dire la gran parte degli equipaggiamenti e del vettovagliamento a sostegno della popolazione) arrivò in Israele via mare su navi mercantili americane.
Comunque, la marina israeliana non fu altrettanto in grado di rompere il blocco navale sul Mar Rosso che impediva alle navi israeliane e degli alleati di Israele di transitare, e che quindi interrompeva le forniture di petrolio che passavano dal porto di Eilat. Israele non aveva un numero sufficiente di lanciamissili sul Mar Rosso per spezzare l'isolamento: un errore sul quale i vertici militari israeliani avrebbero avuto modo di ripensare negli anni successivi.
Durante il resto del conflitto, i commando di forze speciali (la Shayetet 13) attaccarono diverse volte i porti egiziani sul Mediterraneo, con lo scopo di distruggere le imbarcazioni che avrebbero potuto trasportare gruppi scelti dietro le linee israeliane. L'effetto generale di queste azioni sull'andamento del conflitto fu relativamente scarso.

### Interventi di altri Stati
Oltre a Egitto, Giordania, Siria e Iraq, molte altre nazioni arabe furono coinvolte nella guerra, sia con appoggio militare che finanziario, per quanto l'intero ammontare dei fondi destinati alle nazioni coinvolte non sia mai stato delineato.
Arabia Saudita e Kuwait fornirono aiuto finanziario e inviarono una piccola quantità di truppe per testimoniare la propria presenza in battaglia. Il Marocco inviò tre brigate e si registrarono in combattimento anche unità provenienti dalla Cisgiordania occupata e dalla Giordania. Il Pakistan inviò 16 piloti.
Dal 1971 al 1973, Muʿammar Gheddafi fece pervenire dalla Libia alcuni caccia Dassault Mirage III ed elargì all'Egitto circa un milione di dollari per sovvenzionare le spese militari. L'Algeria inviò alcuni squadroni di caccia e bombardieri, brigate corazzate e decine di carri armati. La Tunisia inviò più di 1 000 soldati, che operarono con gli egiziani sul delta del Nilo; il Sudan inviò un contingente di 3 500 uomini.
La radio nazionale ugandese riportò che Idi Amin Dada aveva inviato truppe a combattere contro Israele. Cuba inviò un contingente di 1 500 soldati, compresi carri armati e piloti per elicotteri da combattimento. Questi ultimi, secondo i registri, furono effettivamente coinvolti in combattimento contro l'IDF.

### Armamenti
Le armi utilizzate sui due fronti riflettevano la realtà della guerra fredda: gli arabi usavano per lo più armi sovietiche, gli israeliani armi occidentali.
| Tipo         | Eserciti arabi | IDF |
| ------------ | --- | --- |
| Carri armati | T-54/55, T-62, T-34 e PT-76 | M4 Sherman, M48 Patton, M60 Patton, Centurion, più un numero di T-54/55 e PT-76 di preda bellica.                                          |
| Aerei        | Mikoyan-Gurevich MiG-21, Mikoyan-Gurevich MiG-19, Mikoyan-Gurevich MiG-17, Sukhoi Su-7B, Tupolev Tu-16, Ilyushin Il-28, Ilyushin Il-18, Ilyushin Il-14, Antonov An-12 | Douglas A-4 Skyhawk, McDonnell Douglas F-4 Phantom II, Dassault Mirage III, Dassault MD 454 Mystère IV, IAI Nesher, SNCASO SO-4050 Vautour |
| Elicotteri   | Mil Mi-6, Mil Mi-8 | Aérospatiale SA 321 Super Frelon, Sikorsky S-65, Sikorsky S-58, AB-205, MD Helicopters MD 500                                              |

## Le immediate conseguenze del cessate il fuoco

### La 3ª Armata egiziana in trappola

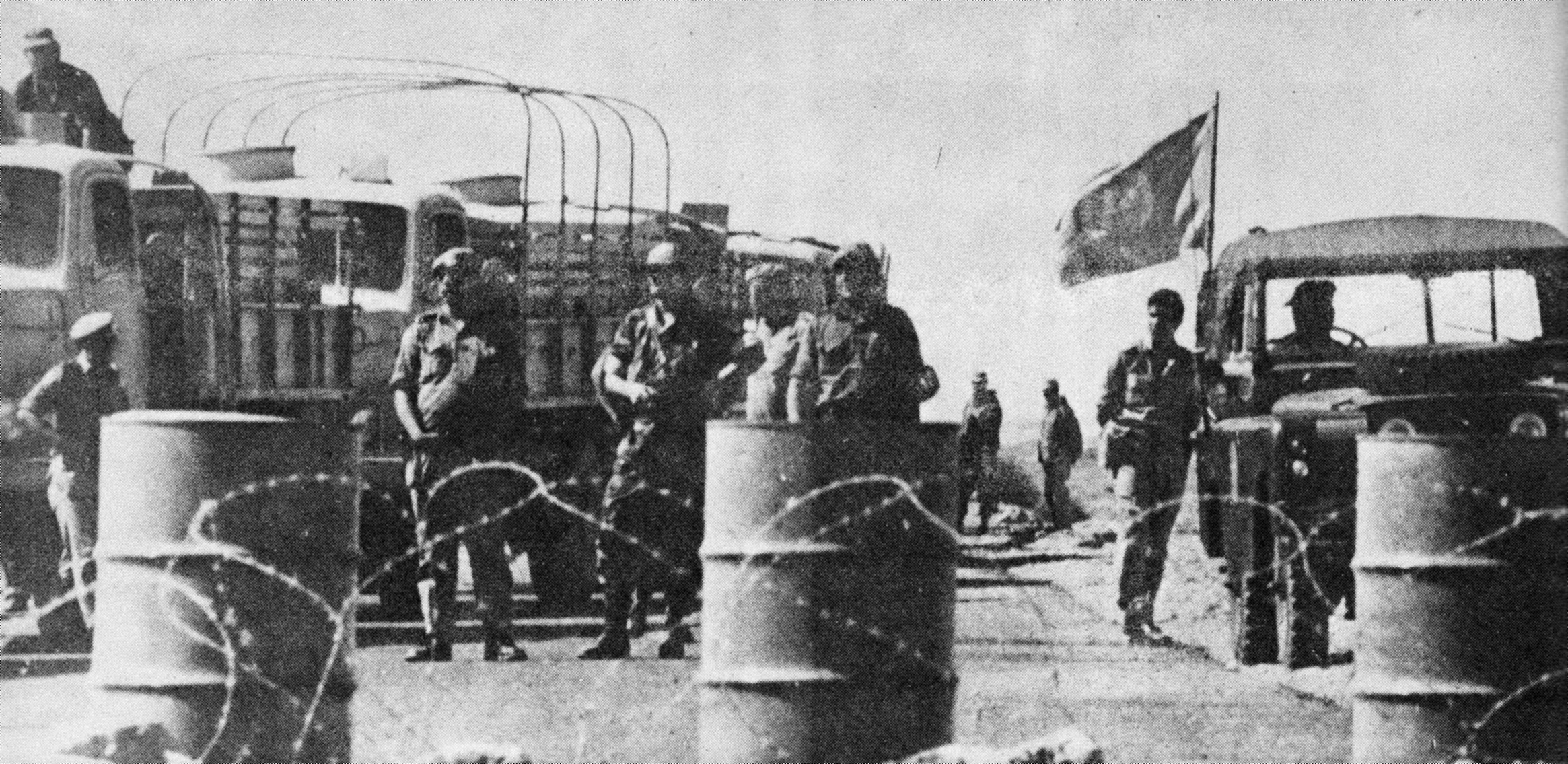
Forze di emergenza delle Nazioni Unite al chilometro 101

Le Nazioni Unite imposero un cessate il fuoco, largamente negoziato tra Stati Uniti ed Unione Sovietica, il 22 ottobre, per il quale si invocava la fine delle ostilità tra Israele ed Egitto (ma tecnicamente non tra Siria e Israele), e che entrò in vigore 12 ore dopo, alle 18.52 ora israeliana. Poiché divenne effettivo solo dopo il tramonto, fu impossibile per i satelliti determinare l'esatta posizione della linea del fronte quando fu dichiarata la fine degli scontri.
Quando iniziò il cessate il fuoco, le forze israeliane erano a poche centinaia di metri dal loro obiettivo, l'ultima strada che collegava Il Cairo e Suez. Nottetempo, gli egiziani ruppero la tregua in un certo numero di punti, distruggendo nove carri armati israeliani; in risposta, il capo di stato maggiore David Elazar chiese l'autorizzazione per proseguire verso sud, e la ottenne da parte del ministro della difesa, Moshe Dayan. Le truppe israeliane finirono quello che avevano iniziato: conquistarono la strada, tagliarono l'ultima via di rifornimento e intrappolarono la Terza Armata egiziana ad ovest del canale di Suez.
La mattina seguente, 23 ottobre, ci fu un turbinìo di attività diplomatiche. Aerei ricognitori sovietici confermarono che le forze israeliane stavano dirigendosi a sud, e da Mosca arrivarono a Gerusalemme accuse di tradimento. In una telefonata con Golda Meir, Henry Kissinger chiese «come può mai sapere qualcuno dove sia o fosse una linea in pieno deserto?» Meir rispose «Lo sapranno, eccome». Kissinger venne a sapere dell'accerchiamento della Terza Armata egiziana poco dopo.
Kissinger capì che la situazione presentava agli Stati Uniti un'occasione più unica che rara: l'Egitto dipendeva completamente dagli USA per quel che riguardava la salvezza dell'Armata intrappolata, poiché Israele avrebbe seguito le direttive statunitensi, e perché per gli egiziani la situazione era disperata, viste le migliaia di soldati nel deserto senza cibo e senz'acqua. Una rapida valutazione portava gli Stati Uniti a proporsi nel delicato ruolo di forte mediatore, con la possibilità di spingere l'Egitto fuori dall'influenza sovietica.
(Abraham Rabinovich. The Yom Kippur War: The Epic Encounter that Transformed the Middle East.)
Come risultato, gli USA esercitarono una formidabile pressione su Israele per impedire loro di distruggere l'Armata accerchiata, anche minacciando il proprio sostegno a una risoluzione ONU che forzasse gli israeliani a ritornare alla linea del fronte del 22 ottobre se non avessero permesso ai rifornimenti umanitari di raggiungere i soldati. In una telefonata all'ambasciatore israeliano Simcha Dinitz, Kissinger disse che la distruzione della Terza Armata egiziana era «un'opzione che non esiste».

### La fase calante dei governi laburisti
La destra del Likud nella condotta della guerra vide una formidabile arma propagandistica per attaccare i laburisti, al potere da trent'anni; come effetto a lungo termine, vi si è ricollegata la vittoria elettorale di Begin nel 1977.

## Nella cultura di massa
- Una donna di nome Golda (1982), miniserie televisiva diretta da Alan Gibson e con protagonista Ingrid Bergman.
- L'angelo (2018), film diretto da Ariel Vromen incentrato sulla controversa figura di Ashraf Marwan.
- Golda (2023), film diretto da Guy Nattiv incentrato sulla figura di Golda Meir nel periodo della guerra del Kippur.